# Масков вирджински пъдпъдък
Масковият вирджински пъдпъдък (Colinus virginianus) е вид птица от семейство Odontophoridae. Видът е почти застрашен от изчезване.

## Разпространение и местообитание
Разпространен е в Гватемала, Канада, Куба, Мексико и САЩ.